# Rhinotyphlops lalandei
Rhinotyphlops lalandei — вид змій родини сліпунів (Typhlopidae). Мешкає в Південній Африці. Вид названий на честь французького натураліста П'єра-Антуана Делаланда.

## Поширення і екологія
Rhinotyphlops lalandei мешкають в центральній і південній Намібії, південній Ботсвані, Зімбабве, на більшій частині Південно-Африканській Республіці і Есватіні, трапляються в Мозамбіці. Вони живуть на луках, в напівпустелях, вологих і сухих саванах і чагарникових заростях фінбошу. Зустрічаються на висоті до 2200 м над рівнем моря.